# Pallacanestro 3x3 ai XXXII Giochi mondiali universitari estivi
Il torneo di pallacanestro 3x3 dei XXXII Giochi mondiali universitari estivi si è svolto dal 17 al 20 luglio 2025.

## Podi

### Uomini
| Evento                                | Oro                                                                       | Argento                                                                | Bronzo                                                            |
| Pallacanestro 3x3 maschile (dettagli) | Lituania Rokas Jocys Augustinas Mikstas Titas Janusevicius Vojtěch Sýkora | Stati Uniti Avery Brown Jackson Hicke Chandler Piggé Nicholas Townsend | Rep. Ceca Matěj Rychtecký Štěpán Borovka Adam Ružička Dominik Žák |

### Donne
| Evento                                 | Oro                                                                 | Argento                                        | Bronzo                                                               |
| Pallacanestro 3x3 femminile (dettagli) | Germania Laura Zolper Elisa Mevius Luisa Marie Nufer Sarah Polleros | Cina Wang Xiaoqing Liu Bei Zhang Tao Gao Ziyue | Stati Uniti Jaclyn Grisdale Cecelia Collins Lee Volker Talya Brugler |

## Medagliere
| Posizione | Paese       |   |   |   | Totale |
| --------- | ----------- | - | - | - | ------ |
| 1         | Lituania    | 1 | 0 | 0 | 1      |
| 1         | Germania    | 1 | 0 | 0 | 1      |
| 3         | Stati Uniti | 0 | 1 | 1 | 2      |
| 4         | Cina        | 0 | 1 | 0 | 1      |
| 5         | Rep. Ceca   | 0 | 0 | 1 | 1      |